# Бермудо Овекис
Бермудо Овекис, также известный как Вермудо (исп. Bermudo Ovéquiz; упоминается в 1044—1092 годах) — крупный дворянин Астурии, Леона и Галисии, живший в XI веке.

## Биографический очерк
Бермудо Овекис был первенцем Овеко Бермудеса и его жены Эльвиры Суарес. Его дедом и бабкой по отцовской линии были Бермудо Вела, потомок графа Бермудо Нуньеса, и Эльвира Пиньолис. Его мать была внучкой мятежника Родриго Романьеса, племянника графа Суэро Гундемариса, и она также происходила от Осорио Гутьерреса, известного как «святой граф». Бермудо жил в Астурии, где он, вероятно, унаследовал собственность от своей бабки Эльвиры Пиньолис. Он впервые упоминается в средневековых грамотах в 1045 году и появляется в 1053 году, подтверждая пожертвование короля Фердинанда I Леонского монастырю Сан-Пелайо в Овьедо. В 1075 году Бермудо и его брат вела Овекис были вовлечены в судебный спор с епископом Овьедо из-за монастыря Тол. Этот монастырь был ранее подарен собору Овьедо Гонтродо Гундемарис, дочерью графа Гундемаро Пиньолиса. В этом споре участвовали и другие родственники, в том числе граф Фернандо Диас и его сестра Химена, жена Родриго Диаса де Вивара (Эль-Сида). Одна из его сестер, Онекка, была женой графа Санчо Ордоньеса. Несмотря на то, что он не носил графского титула, он выступал в качестве судьи в судебном разбирательстве в 1087 году с участием настоятеля монастыря Лоренсана и епископа Мондоньедо.

## Брак и дети
Женат на Химене Пелаес, дочери графа Пелайо Фройласа «Дьякона» и графини Альдонсы Ордоньес, дочери инфанта Ордоньо Рамиреса и инфанты Кристины Бермудес. У супругов были следующие дети:
- Суэро Бермудес (ок. 1086 — 12 августа 1138), граф, одна из самых влиятельных и влиятельных фигур в Астурии, верный вассал сначала графа Раймонда Бургундского, а затем монархов Альфонсо VI, Урраки и Альфонсо VII Леонского.
- Альфонсо Бермудес (ок. 1092—1129), в отличие от своих братьев и сестер, Альфонсо не носил графского титула и не занимал никакой соответствующей должности. Его женой была Уррака Раймундес, которая могла быть дочерью инфанта Раймонда Гарсеса «Братоубийцы», который участвовал в убийстве своего брата короля Санчо IV Памплонского[7][8]. Они были родителями Педро Альфонсо, астурийского магната, который правил регионом с 1139 года до своей смерти, Гонсало, Гутьерре, Марии, Ильдонсы и Терезы Альфонсо[9].
- Гутьерре Бермудес (ок. 1086—1130), граф, муж Тоды Переса де Траба и отец графа Велы Гутьерреса[10][11][8] .
- Уррака Бермудес (? — 1132/1133), муж — граф Гонсало Ансурес, брат графа Педро Ансуреса и родителях нескольких детей, в том числе Санчи Гонсалес, жены Фернандо Переса де Траба. В 1128 году король Альфонсо VII подарил ей несколько поместий в Сан-Висенте в Астурии-де-Сантильяна[12][13][8] .
- Химена Бермудес, жена Пелайо Муньоса, у которого была дочь Веласкита Пелаес, вышла замуж за Мунио Дониса[14].

Они также могли быть родителями Себастьяна Бермудеса, который не фигурирует ни в каких сделках, совершенных его братьями и сестрами, но чье происхождение подтверждено в галисийских хартиях.